# Лежнєво (Псковська область)
Лежнєво (рос. Лежнево) — присілок в Пушкіногорському районі Псковської області Російської Федерації.
Населення становить 2 особи. Входить до складу муніципального утворення Муніципальне утворення Пушкіногор'я.

## Історія
Від 2015 року входить до складу муніципального утворення Муніципальне утворення Пушкіногор'я.

## Населення
| 2001 | 2002 | 2010 |
| ---- | ---- | ---- |
| 3    | →3   | ↘2   |